# Gordy Sheer
Pour les articles homonymes, voir Sheer.
Gordy Sheer, de son vrai nom Gordon Sheer, est un lugeur américain né le 9 juin 1971 à White Plains (New York).

## Biographie
Gordy Sheer participe aux épreuves de luge en double aux Jeux olympiques de 1992 à Albertville et aux Jeux olympiques de 1994 à Lillehammer, terminant respectivement aux douzième et cinquième places. Il est présent lors des Jeux olympiques d'hiver de 1998 à Nagano et remporte avec Chris Thorpe la médaille d'argent. 